# Mike Singleton
Mike Singleton (21. února 1951 Spojené království – 10. října 2012 Švýcarsko) byl britský programátor.

## Životopis
Původní profesí byl učitel. V roce 1980 přestal učit a začal se věnovat programování. Jeho prvním počítačem byl Commodore PET a první hrou, kterou naprogramoval, byla hra Space Ace, která se vyžadovala 12 KiB paměti. Hru psal přímo ve strojovém kódu. Hru distribuovala společnost Petsoft a prodalo se jí asi 300 kopií. V té době Petsoft se připravoval podepsat smlouvu se Sinclairem na tvorbu programů pro počítač ZX80, díky čemuž se s tímto počítačem mohl Mike Singleton seznámit. Sinclair ale nakonec podepsal smlouvu se společností Psion. To se stalo, když už Mike Singleton měl naprogramovaných šest 1 KiB programů, proto se Mike Singleton rozhodl zavolat přímo Sinclairovi. Po rozhovoru mu poslal svoje hry a delší dobu se nic nedělo.
Po nějaké době ho Sinclair pozval do Cambridge, aby se podíval na jeho nový projekt – počítač ZX81, v té době ještě ve stavu, že to byla pouze EPROM v počítači ZX80. Mike a další programátoři EPROM dostali, aby si mohli vyzkoušet její možnosti.
Přestože ZX81 měl ještě méně paměti než ZX80, Mikeu Singletonovi se podařilo upravit jeho šest programů v BASICu pro ZX81 a poslal je Sinclairovi. Z těchto programů se stal Games Pack One, kterého se prodalo asi 90 000 kopií. Jeho dalším projektem byla hra s tématem jízdy na koni Computer Race, který byl ale zastaven. Po té naprogramoval tři hry Shadowfax, Siege a Snake Pit pro společnost Postern, ze kterých je nejvýznamnější hra Snake Pit. Hry naprogramoval původně pro počítače Commodore VIC, později kromě Shadowfax vytvořil i verze pro ZX Spectrum.
Po té v roce 1983 začal pracovat na hře The Lords of Midnight pro Beyond Software. Hra byla založena na jeho technologii Landscaping. Díky tomu byla grafika ve hře relevantní akcím a ne pouze dekorativní. Mike chtěl vytvořit obrovský herní svět, takže děj se odehrává ve středověku. Hra byla vydána v roce 1984, nejprve pro počítače Sinclair ZX Spectrum, po té i pro počítače Commodore 64. Signleton ke hře napsal i příběh vysvětlující pozadí děje hry.
Po vytvoření Lords of Midnight měl hodně nápadů, jak jeho technologii Landscape vylepšit. Tato vylepšení se objevila v pokračování ve hře Doomdark's Revenge. Po té začal pracovat na třetí části herní série, na hře Eye of the Moon. Do této hry připravoval nové grafické rutiny pracující s barvami a rozsah hry měl být asi čtyřikrát větší než u hry Doomdark's Revenge. Eye of the Moon ale nikdy nebyla vydána.
Mike Singleton také tvořil počítačovou verzi hry Dark Sceptre. Protože chtěl zachovat všechny možnosti jejího originálu, hra se těžko vešla do 48 KiB paměti ZX Spectra. Takže k jejímu provozu byly potřeba ZX Microdrive.
Pro společnost Melbourne House Mike Singleton a tým Consult vytvořili hru Lord of the Rings.
Ve 21. století vytvořil adventuru Midwinter a podílel se na hrách od LucasArt a Codemasters. Posledním dílem, na kterém pracoval, ve spolupráci s jeho fanouškem Christopherem Jonem Wildem, byla verze hry Lords of Midnight pro iOS. Verzi ale nedokončil.